# Ubuntu Cinnamon
Ubuntu Cinnamon è una distribuzione Linux derivata da Ubuntu che utilizza l'ambiente desktop Cinnamon, un fork di GNOME Shell.
La prima versione vide la luce il 4 dicembre 2019 e si basava su Ubuntu 19.10 "Eoan Ermine" ed è stata la prima distribuzione basata su Ubuntu ad utilizzare il desktop Cinnamon.
Il progetto è anche conosciuto con il nome di Ubuntu Cinnamon Remix.

## Storia
L'ambiente desktop Cinnamon è stato sviluppato dal team di Linux Mint nel 2011 che lo mise a disposizione come ambiente desktop predefinito in Linux Mint 13.
L'idea di combinare Ubuntu con Cinnamon non era nuova tuttavia, prima dell'avvento di Ubuntu Cinnamon, non era mai stata concretizzata.
Nel 2019, l'utente ItzSwirlz, scrivendo su Ubuntu Discourse si è fatto avanti per creare una derivata si Ubuntu basata su Cinnamon. La prima versione venne distribuita nello stesso anno su SourceForge.

### Status di Derivata
Già nel 2020, Joshua Peisach voleva fare in modo che Ubuntu Cinnamon Remix acquisisse lo status di distribuzione derivata ufficiale di Ubuntu.
Nel 2022, Peisach mandò una richiesta ufficiale tramite e-mail indirizzata al comitato tecnico di Ubuntu, con la quale chiedeva di promuovere la sua distribuzione a derivata ufficiale.
A seguito della riunione del comitato tecnico di Ubuntu su IRC, tenutasi il 28 marzo 2023, è stato concesso il titolo di derivata ufficiale a Ubuntu Cinnamon Remix.

## Pubblicazioni
| Versione                                                                                        | Code name       | Data pubblicazione | Supportata fino | Note                                        |
| ----------------------------------------------------------------------------------------------- | --------------- | ------------------ | --------------- | ------------------------------------------- |
| 19.10                                                                                           | Eoan Ermine     | 4 dicembre 2019    | Luglio 2020     | Prima versione di Ubuntu Cinnamon           |
| 20.04 LTS                                                                                       | Focal Fossa     | 7 maggio 2020      | Aprile 2023     | Versione LTS                                |
| 20.10                                                                                           | Groovy Gorilla  | 22 ottobre 2020    | Luglio 2021     |                                             |
| 21.04                                                                                           | Hirsute Hippo   | 24 aprile 2021     | Gennaio 2022    |                                             |
| 21.10                                                                                           | Impish Indri    | 14 ottobre 2021    | Luglio 2022     |                                             |
| 22.04 LTS                                                                                       | Jammy Jellyfish | 22 aprile 2022     | Aprile 2025     |                                             |
| 22.10                                                                                           | Kinetic Kudu    | 20 ottobre 2022    | Luglio 2023     |                                             |
| 23.04                                                                                           | Lunar Lobster   | 20 aprile 2023     | Gennaio 2024    | Prima distribuzione come derivata ufficiale |
| 23.10                                                                                           | Mantic Minotaur | 12 ottobre 2023    | Luglio 2024     | Ultima release                              |
| 24.04 LTS                                                                                       | Noble Numbat    | 25 aprile 2024     | Aprile 2027     | Latest LTS version                          |
| 24.10                                                                                           | Oracular Oriole | 10 ottobre 2024    | Luglio 2025     |                                             |
| Versione non più supportata Versione ancora supportata Versione corrente Prossima distribuzione |                 |                    |                 |                                             |